# Sunan-Stadion
Das Sunan-Stadion (auch Soonan-Stadion) ist ein Fußballstadion mit Leichtathletikanlage in der nordkoreanischen Stadt P’yŏngsŏng, Provinz P’yŏngan-namdo. Die Sportanlage wurde 1991 errichtet und fasst 40.000 Zuschauer auf Sitzplätzen. Eine weitere Bezeichnung für das Stadion lautet P'yŏngsŏng-Volkskomitee-Stadion.
Früher war es als P'yŏngsŏng-Stadion bekannt.